# La Vall (sèrie de televisió)
La Vall és una sèrie de televisió produïda per Mediterráneo Media Entertainment juntament amb À Punt Mèdia per al canal autonòmic À Punt. La sèrie es va estrenar el 23 de setembre de 2018 a les 21.45 amb doble capítol sent així la primera sèrie de televisió per al canal autonòmic valencià. La data d'estrena es va donar a conèixer el 16 de setembre de 2018 a les 21.30 després de finalitzar les notícies. La primera temporada de la sèrie té 13 episodis amb una durada de 50-55 minuts per capítol.
La sèrie se centra en la història de la Vall, un poble situat en la Serra de Espadá que ofereix cases deshabitades a nous habitants amb l'objectiu d'evitar la seva despoblació. L'arribada de nous veïns i els secrets que oculta este poble seran els fils conductors d'esta història que es mou entre el thriller i els costums locals.
La idea de la Vall sorgeix a partir de la despoblació actual de la Comunitat Valenciana, més concretament a la zona de Castelló. L'enregistrament es va iniciar el 7 de maig de 2018, i va durar a prop de dos mesos. El poble utilitzat per al rodatge va ser Alfondeguilla, situat a la mateixa Província de Castelló i alguns dels exteriors van ser rodats a Xest, població de la Foia de Bunyol. Per al seu rodatge van ser necessaris més de 80 tècnics, més de 20 actors i més de 60 figurants. La sèrie va finalitzar el seu rodatge el 22 de juny de 2018. Cada capítol ha costat 100.000 euros aproximadament.

## Repartiment

### 1ª temporada
- Marta Belenguer - Malena Segarra
- Óscar Ramos - Albert Bayarri
- Nazaret Aracil - Clara Vila
- Sergio Caballero - Carles Simó
- Cristina Fernández - Júlia Garbí
- Ciro Maró - Jordi Calabuig
- Pilar Almeria - Adelina Sendra
- Josep Manel Casany - Jaume Calabuig
- Isabel Rocatti - Antònia Costa
- Ximo Solano - Ricard Martí
- Adeline Flaun - Nadine Cesaire
- Joan Manuel Gurillo - Ximo Llopis
- Laura Romero - Laura Fenoll
- Ángel Figols - Marc Revert (pare)
- María Almudever - Laia Serra
- Jorge Motos - Marc Revert (fill)
- Marta Checa - Esther Calabuig
- Álvaro Bàguena - Josep Calabuig
- Empar Canet - Raquel Donat
- Noel Rojo-Everss - Daniel Fenoll Garbí

## Capítols
| Temporada | Temporada | Capítols | Període d'emissió      | Període d'emissió     | Audiència   | Audiència |
| Temporada | Temporada | Capítols | Inici                  | Fi                    | Espectadors | Quota (%) |
| --------- | --------- | -------- | ---------------------- | --------------------- | ----------- | --------- |
|           | 1         | 13       | 23 de setembre de 2018 | 2 de desembre de 2018 |             |           |
| Total     | Total     |          | 2018                   |                       |             |           |

### Primera temporada (2018)
| N°. (sèrie) | N°. (temp.) | Títol                | Data d'emisión         | Audiència                 |
| --- | ----------- | -------------------- | ---------------------- | ------------------------- |
| 1 | 1           | Nouvinguts           | 23 de setembre de 2018 |                           |
| Malena, l'alcaldessa de la Vall, ofereix faena i casa debades a qui vulga començar de zero en un entorn idíl·lic. El que no saben els nouvinguts és que, en eixes muntanyes, s'amaguen secrets que els canviaran la vida. Uns secrets tan grans com els que ells mateixos arrosseguen.                                                                                                 |             |                      |                        |                           |
| |             |                      |                        |                           |
| 2 | 2           | El col·leccionista   | 23 de setembre de 2018 |                           |
| Marc ha decidit reprendre la tasca de cronista de son pare i comencen a passar persones del poble per davant del seu objectiu. Un home recorre la serra buscant alguna cosa amagada. Albert, el forestal, ha de suportar unes inquietants amenaces. |             |                      |                        |                           |
| |             |                      |                        |                           |
| 3 | 3           | Tu dins, jo fora     | 30 de setembre de 2018 |                           |
| Laura es queda a soles amb Daniel per primera vegada. El xiquet es perd a la serra. Alertats, tots els habitants del poble es reuneixen per a buscar-lo. Adelina troba en Antònia una companyia molt peculiar. Ester Calabuig ha decidit anar-se'n per a sempre del poble. |             |                      |                        |                           |
| |             |                      |                        |                           |
| 4 | 4           | ADN                  | 30 de setembre de 2018 |                           |
| Els pares de Clara arriben a la Vall perquè han descobert la mentida de la seua filla. La ferida que Carles té a la cama fa que la seua vida estiga en perill, però troba una ajuda inesperada. La desaparició de Raquel, la dona de Calabuig, desperta moltes preguntes en Marc. Jordi Calabuig arriba al poble a passar una temporada.                                               |             |                      |                        |                           |
| |             |                      |                        |                           |
| 5 | 5           | Quin és el problema? | 7 d'octubre de 2018    |                           |
| Davant les dificultats per portar aigua als horts ecològics, Malena li demana un favor a Jaume Calabuig. L'alcaldessa troba un aliat inesperat per als interessos del poble. Ramon fa acte de presència i amenaça subtilment Adelina. Nadine busca ajuda al poble per a tractar la ferida de Carles. Daniel li conta a un estrany que estan vivint a la Vall.                          |             |                      |                        |                           |
| |             |                      |                        |                           |
| 6 | 6           | Mut i callosa        | 14 d'octubre de 2018   |                           |
| L'administració posa problemes per a obtindre la llicencia mediambiental de la fàbrica de Calabuig i l'empresari demana ajuda a Ricard. Marc descobreix que hi ha uns altres vídeos de son pare. Per a aconseguir-los, haurà d'enfrontar-se a un joc que li proposa son pare. Jordi i Clara cada vegada estan més a prop. Arriba un nouvingut que sembla que coneix Laura.             |             |                      |                        |                           |
| |             |                      |                        |                           |
| 7 | 7           | Testimoni            | 21 d'octubre de 2018   |                           |
| L'ajuntament de la Vall comença a tindre dificultats econòmiques. Per la seua banda, Marc visualitza les cintes on son pare revela un secret que pot posar-lo en perill. Antònia torna de la ciutat després d'haver visitat una amiga de tota la vida. Nadine necessita saber què hi ha darrere de Carles.                                                                             |             |                      |                        |                           |
| |             |                      |                        |                           |
| 8 | 8           | Malson               | 28 d'octubre de 2018   | 24 000 espectadors (1,1%) |
| Albert rebutja la proposta de Marc d'acompanyar-lo a buscar la partida de figures, però la pressió de Ramon cada vegada és més forta. Laura busca la manera de fugir d'Enric. Laia i Ricard comencen a pagar les conseqüències del seu desgel. Jordi s'ofereix a ajudar el poble. Adelina no vol sentir la realitat sobre el seu home. Marc està disposat a anar a buscar les figures. |             |                      |                        |                           |
| |             |                      |                        |                           |
| 9 | 9           | 200 figures          | 4 de novembre de 2018  | 27 000 espectadors (1,1%) |
| Albert i Marc creuen la serra per a trobar les figures amagades. Ximo li conta a Calabuig el que sap de Laura. Ester organitza un sopar familiar perquè Jordi i son pare facen les paus i entre tots buscar Raquel. Enric arriba amb la intenció de viure a prop de Laura. Daniel comboia tot el poble per a un dels seus secrets. Albert i Marc arriben a la cova.                    |             |                      |                        |                           |
| |             |                      |                        |                           |
| 10 | 10          | Redempció            | 11 de novembre de 2018 | 35 000 espectadors (1,6%) |
| Després d'haver interceptat Albert i Marc, Carles els obliga a acompanyar-lo de tornada al poble. Clara descobreix la cara més fosca de Jordi i s'allunya d'ell. Adelina i Antònia estan a punt de ser descobertes per Ricard. Daniel, per la seua banda, té preparada la sorpresa per a les seues mares.                                                                              |             |                      |                        |                           |
| |             |                      |                        |                           |
| 11 | 11          | Diners porcs         | 18 de novembre de 2018 | 54 000 espectadors (2,5%) |
| Josep Calabuig li proposa al seu germà ser partícip de la seua fàbrica. Nadine acompanya Carles a saldar vells comptes. Enric, ja establert a la Vall, tracta de guanyar-se Daniel davant de les pors de Laura. Albert i Marc no confien en l'oferiment de Carles per al poble. L'arribada de Raquel deixa en xoc Jordi Calabuig.                                                      |             |                      |                        |                           |
| |             |                      |                        |                           |
| 12 | 12          | Culpa meua           | 25 de novembre de 2018 | 27 000 espectadors (1,2%) |
| Malena signa la venda dels terrenys municipals. Laia li amaga a Ricard una visita al metge. Jordi fa tot el possible per recuperar una Raquel desconeguda. Albert i Marc li proposen a Malena fer ús dels diners en benefici del poble. El vertader pla de Jordi i de Josep Calabuig posarà en perill l'existència de la Vall.                                                         |             |                      |                        |                           |
| |             |                      |                        |                           |
| 13 | 13          | Què has trobat?      | 2 de desembre de 2018  | 36 000 espectadors (1,6%) |
| Malena s'encara amb Josep i Jordi Calabuig per a evitar la desaparició de la Vall. Jaume fa un últim intent per a poder parlar amb Raquel. Laia i Ricard decideixen tornar a la ciutat i han de convéncer Antònia. Laura acaba confessant-li a Júlia tota la veritat sobre Enric. Clara, molt a prop d'Albert, dubta si acceptar el paper per a la sèrie.                              |             |                      |                        |                           |
| |             |                      |                        |                           |

## Producció
Darrere de la idea de La Vall hi ha el despoblament rural al País Valencià, més concretament a la zona de la província de Castelló, on un 66% dels municipis continua amb risc d'extinció. El rodatge va començar el 7 de maig de 2018 i va durar aproximadament dos mesos. La Vall és un municipi fictici amb la Serra d'Espadà com a fons. El rodatge va tindre lloc a Alfondeguilla (Província de Castelló) i a Xest (Província de València) i altres localitzacions com les Coves de Sant Josep (la Vall d'Uixó). Més de 80 tècnics, més de 20 actors i més de 60 figurants van participar en el rodatge, que va acabar el 22 de juny de 2018. Cada capítol tingué un pressupost de 100.000 euros.